# Canapville (Orne)
Canapville é uma comuna francesa na região administrativa da Normandia, no departamento de Orne. Estende-se por uma área de 8.22 km². Em 2010 a comuna tinha 209 habitantes (densidade: 25,4 hab./km²).